# باهاما
باهاما (به انگلیسی: The Bahamas) با نام رسمی قلمرو همسود باهاما کشوری است انگلیسی‌زبان و شامل بیش از سه هزار جزیره بزرگ و کوچک در اقیانوس اطلس که در شرق فلوریدا آمریکا و در شمال کوبا قرار دارد. جمعیت باهاما ۳۵۰ هزار نفر و پایتخت آن ناسائو است. پول رایج این کشور دلار باهاما است. باهاما جزوی از کشورهای مشترک‌المنافع است.
این کشور با کشورهای ایالات متحده آمریکا، کوبا و هائیتی دارای مرز مشترک دریایی می‌باشد.
از نظر درآمد سرانه باهاما یکی از ثروتمندترین کشورهای قاره آمریکا است و در این رتبه پس از ایالات متحده و کانادا قرار دارد.
۸۵ درصد از مردم آن از تبار آفریقایی و ۱۲ درصد اروپایی‌تبارند. سه درصد نیز از تبار آسیای شرقی اند. مردم بومی و اصلی باهاما لوکایایی‌ها بودند که شاخه‌ای از سرخ‌پوستان تائینوی آراواکی‌زبان به‌شمار می‌آمدند. باهاما نخستین خشکی در جهان جدید بود که کریستف کلمب در سال ۱۴۹۲ در آن لنگر انداخت.
نام باهاما از واژه‌های اسپانیایی baja mar (باخا مار) گرفته شده که به معنی «دریای کم‌عمق» است.

## تاریخ
در ۳ اوت ۱۴۹۲ کریستف کلمب نخستین سفر خود را انجام داد و پس از ۳ روز و طی ۱۶۰ کیلومتر به دلیل اشتباهات محاسباتی به جزایر باهاما رسیدند. به تصور این که در خاک آسیا هستند.
با آن که اسپانیایی‌ها هیچگاه باهاما را مستعمره خود نساختند اما وارد جزیره شده و تمامی مردم بومی آن یعنی لوکایایی‌ها را برای بردگی به هیسپانیولا بردند. جزایر باهاما از ۱۵۱۳ تا ۱۶۴۸ میلادی تقریباً خالی از سکنه ماند تا اینکه در آن تاریخ استعمارگران انگلیسی از برمودا به جزیره الوترا آمده و در آن ساکن شدند.
در سال ۱۷۱۸ انگلیسی‌ها دزدان دریایی در آب‌های باهاما را سرکوب کردند و این جزایر در آن سال جزئی از اراضی خالصه بریتانیا شد. پس از جنگ استقلال آمریکا از بریتانیا، هزاران تن از وفادارماندگان آمریکایی به حکومت بریتانیا و بردگان آفریقایی به باهاما آمدند و اقتصاد مبنی بر کشتزارها را در این جزایر پایه‌ریزی کردند.
برده‌داری در سال ۱۸۰۷ در امپراتوری بریتانیا ملغی شد و بسیاری از بردگان آفریقایی که از کشتی‌های نیروی دریایی پادشاهی بریتانیا رهایی یافته بودند در خلال سده نوزدهم به باهاما آمده و در این جزایر ساکن شدند.
باهاما در قبل مستعمره بریتانیای کبیر بوده، در سال ۱۹۷۳ به استقلال رسیده و از آن پس به مانند کانادا و بیش از ۵۰ کشور دیگر، باهاما عضوی از کشورهای اتحادیه کشورهای همسود (مشترک‌المنافع) بریتانیا است و پادشاه بریتانیای کبیر، رئیس دولت باهاما نیز به‌شمار می‌آید.

## جغرافیا
این کشور بین ۲۰ تا ۲۸ درجه شمالی و ۷۲ تا ۸۰ درجه غربی در اقیانوس اطلس و در شرق ایالات فلوریدای ایالات متحده واقع شده‌است. مساحت باهاما ۱۳۸۷۸ کیلومتر مربع است. باهاما از ۲۹ جزیره، ۶۶۱ جزیرک، و ۲۳۸۷ صخره آبی تشکیل شده‌است. از تمامی این جزایر تنها ۳۰ تا ۴۰ جزیره مسکونی‌اند. بزرگ‌ترین جزیره کشور آندروس نام دارد که در حدود ۱۸۰ کیلومتری جنوب شرقی فلوریدا قرار گرفته‌است.
نزدیک‌ترین جزیره باهاما به ایالات متحده بیمینی است که از آن به عنوان دروازه باهاما نیز یاد می‌شود. ناساو، پایتخت کشور، در جزیره نیو پراویدنس قرار گرفته‌است.
تمامی جزایر این کشور پست و صاف هستند و ارتفاع برخی بلندی‌ها که در آن‌ها دیده می‌شود از ۱۵ تا ۲۰ متر تجاوز نمی‌کند. بلندترین نقطه کشور کوه آلورنیا (نام پیشین: تپه کومو) است که ۶۳ متر بلندا دارد و در جزیره کت قرار گرفته‌است.
حیات جانوری زیر دریا در باهاما به خاطر غنای آن و وجود شمار زیادی از کوسه‌ها معروف است. آب‌های این کشور هنوز با آلودگی صنعتی روبه‌رو نشده‌اند.

## شناسه‌ها
- نام رسمی: همسود باهاما
- پایتخت: ناسائو
- تاریخ استقلال: ۱۹۷۳ از بریتانیای کبیر
- مساحت: ۱۳۹۳۹ کیلومتر مربع
- جمعیت: ۳۳۱۰۰۰ نفر (۲۰۰۷)
- دین: باپتیست: ۳۲ درصد، پروتستان: ۴۰ درصد، کاتولیک ۱۹ درصد
- واحد پول: دلار باهاما، یک دلار باهاما =۱۰۰ سنت
- شهرهای مهم: فری پورت، مارش هاربر، بیلی تاون، وست اند، کوپرتاون

## تقسیمات کشوری

### تقسیمات سابق
کشور باهاما شامل ۱۹ ایالت است:

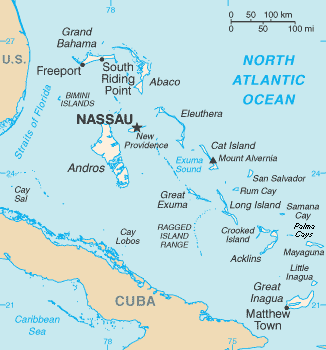

1. جزایر آکلینز و کروکد (Acklins and Crooked)
2. بیمینی (Bimini)
3. جزیره کت (Cat Island)
4. اگزوما (Exuma)
5. فری پورت (Freeport)
6. فرش کریک (Fresh Creek)
7. گاورنورز هاربور (Governor's Harbour)
8. های راک (High Rock)
9. ا یناگوا (Inagua)
10. کمپس بای (Kemps Bay)
11. جزیره لانگ (Long Island)
12. مارش هاربور (Marsh Harbour)
13. مایاگوانا (Mayaguana)
14. نیو پروویدنس (New Providence)
15. نیکولز تاون و جزایر بری (Nicholls Town and Berry Islands)
16. جزیره راگد (Ragged Island)
17. راک سوند (Rock Sound)
18. سندی پوینت (Sandy Point)
19. سان سالوادور و رام کی (San Salvador and Rum Cay)

### تقسیمات فعلی
- آکلینز
- آندروس جنوبی
- آندروس شمالی
- اسپنیش ولز
- اگزوما
- ایناگوا
- جزیره کت
- جزیره لانگ
- بیمینی
- جرج‌تاون
- جزایر بری
- جزیره سان سالوادور
- شهرک هوپ
- فری پورت
- گرند باهاما غربی
- نیو پراویدنس
- بلک پوینت Point, Bahamas
- آباکو مرکزی Central Abaco
- آندروس مرکزی Central Andros
- الوثرا مرکزی Central Eleuthera
- گرند باهاما شرقی East Grand Bahama
- گرند کی Grand Cay
- گرین ترتل کیGreen Turtle Cay
- جزیره هاربور Harbour Island, Bahamas
- منگرو کی Mangrove Cay
- مایاگوانا Mayaguana
- جزیره مورز Moore's Island
- آباکو شمالی North Abaco
- الوثرا شمالی North Eleuthera
- جزیره راگد Ragged Island, Bahamas
- رام کی Rum Cay
- آباکو جنوبی South Abaco
- الوثرا جنوبی South Eleuthera